# Banyo
Banyo, o anche Banjo, è un comune del Camerun, capoluogo del dipartimento di Mayo-Banyo nella regione di Adamaoua.